# Hendrik van Württemberg
Hendrik van Württemberg (Stuttgart, 7 september 1448 - Urach, 15 april 1519) was van 1473 tot 1482 graaf van Montbéliard. Hij behoorde tot het huis Württemberg. 

## Levensloop
Hendrik was de tweede zoon van graaf Ulrich V van Württemberg-Stuttgart en diens tweede echtgenote Elisabeth van Beieren-Landshut, dochter van hertog Hendrik XVI van Beieren-Landshut. Hij was voorbestemd voor een kerkelijke loopbaan en in 1464 werd hij aangesteld tot proost van Eichstätt. 
Ook was het de bedoeling dat hij Adolf II van Nassau zou opvolgen als aartsbisschop van Mainz. In 1465 werd Hendrik aangesteld tot coadjutor van Adolf II. Dit plan werd uitgedacht door de machtige keurvorst Albrecht III Achilles van Brandenburg, wiens dochter Elisabeth gehuwd was met Hendriks broer Everhard II. Dit zou ervoor zorgen dat er nauwe banden ontstonden tussen het aartsbisdom Mainz enerzijds en het keurvorstendom Brandenburg en de keizerlijke partij anderzijds. Ook Hendriks vader Ulrich V behoorde tot deze partij. 
De aartsbisschop van Mainz was een van de zeven keurvorsten en had een aanzienlijke invloed op de politiek van het Heilige Roomse Rijk. Het plan van Albrecht III Achilles en Ulrich V was gericht tegen het huis Wittelsbach en dan vooral tegen keurvorst Frederik I van de Palts, die Ulrich in 1462 vernederend verslagen had bij de Slag bij Seckenheim. 
De aartsbisschop van Mainz wilde Hendrik echter niet als opvolger en weigerde hem te aanvaarden als coadjutor. Dit leidde van 1465 tot 1467 tot de zogenaamde coadjutorvete. In 1466 verklaarde graaf Johan van Wertheim de vete aan Hendrik. Deze vete escaleerde tot een conflict tussen de hoge vorsten van het Heilige Roomse Rijk en dreigde bijna uit te draaien in een burgeroorlog. Uiteindelijk kon het keurvorstendom Palts het conflict op diplomatiek niveau winnen en bleven Hendrik en het huis Württemberg achter met lege handen. Als compensatie kreeg Hendrik het district Bischofsheim toegewezen, dat hij in 1470 teruggaf aan het aartsbisdom Mainz.   
In 1473 kreeg Hendrik in het Verdrag van Urach het bezit over het graafschap Montbéliard en andere Württembergse bezittingen aan de linkerzijde van de Rijn toegewezen. Tijdens de Bourgondische Oorlogen tussen hertog Karel de Stoute van Bourgondië en keizer Frederik III werd hij in 1474 door Karel gevangengenomen. Hij bleef in gevangenschap tot de dood van Karel de Stoute in 1477. Als gevangene werd hij slecht behandeld en moest hij naar verluidt zelfs een schijnexecutie ondergaan. Na de dood van zijn vader in 1480 claimde Hendrik een deel van het graafschap Württemberg-Stuttgart, wat echter niet lukte. Als gevolg van het Verdrag van Reichenweier werd het graafschap Württemberg in 1482 herenigd en moest Hendrik dat jaar het graafschap Montbéliard afstaan aan zijn neef Everhard I.
In 1490 liet Everhard I Hendrik arresteren, nadat hij mentaal ziek geworden was. In 1492 stelde keizer Frederik III Everhard I aan als Hendriks legale voogd. Tot aan zijn dood in 1519 werd hij gevangengehouden in het kasteel van Hohenurach nabij de stad Urach. Hij kreeg wel de toestemming om occasioneel naar Stuttgart te reizen.

## Huwelijken en nakomelingen
In 1485 huwde Hendrik met gravin Elisabeth van Zweibrücken-Bitsch (overleden in 1487). Ze kregen een zoon:
- Ulrich (1487-1550), hertog van Württemberg

Op 21 juli 1488 huwde hij met zijn tweede echtgenote Eva (overleden in 1521), dochter van graaf Johan VII van Salm. Ze kregen twee kinderen:
- Maria (1496-1551), huwde in 1515 met hertog Hendrik II van Brunswijk-Wolfenbüttel
- George I (1498-1558), graaf van Montbéliard